# Seznam uměleckých realizací ve veřejném prostoru v Jinonicích
Seznam uměleckých realizací v Jinonicích v Praze 5 obsahuje tvorbu výtvarných umělců umístěnou ve veřejném prostoru v katastrálním území Jinonice. Seznam je řazen podle ulic a nemusí být úplný.

## Seznam uměleckých realizací
| Název                                                                  | Fotografie                                                           | Lokace                                                  | Autor                                                                        | Rok  | Popis                                 | Poznámka                                                          |
| ---------------------------------------------------------------------- | -------------------------------------------------------------------- | ------------------------------------------------------- | ---------------------------------------------------------------------------- | ---- | ------------------------------------- | ----------------------------------------------------------------- |
| Mozaika z glazované keramiky před vstupem do Motorletu (†)             |                                                                      | Barvitiova 50°3′26,98″ s. š., 14°22′22,67″ v. d.        | Miroslav Netík (1920–2018) Alena Rýdlová (*1944)                             | 1989 | mozaika, glazovaná keramika           | zaniklo 2008 Motorlet                                             |
| Mozaika z glazované keramiky na čelní fasádě a vstupu do Motorletu (†) |                                                                      | Barvitiova 50°3′26,97″ s. š., 14°22′22,67″ v. d.        | Miroslav Netík (1920–2018) Alena Rýdlová (*1944)                             | 1989 | mozaika, glazovaná keramika           | zaniklo 2008 Motorlet                                             |
| Plastika Spirála pro závod Motorlet v Jinonicích (†)                   |                                                                      | Barvitiova 50°3′26,97″ s. š., 14°22′22,67″ v. d.        | Jan Hána (1927–1994)                                                         | 1972 | socha                                 | zaniklo 2008 Motorlet                                             |
| Holubice míru                                                          | Kategorie „Holubice míru (K rovinám)“ na Wikimedia Commons           | K Rovinám 50°3′7,7″ s. š., 14°21′58,01″ v. d.           | Štefan Malatinec (1930–2001) Vít Adamec (*1925) Libuše Korandová (1924–1991) | 1986 | socha, keramika, kámen                | v ubytovacím areálu Vodních staveb v Jinonicích                   |
| Keramická stěna                                                        |                                                                      | Na Vidouli 543/5 50°3′28,42″ s. š., 14°21′23,47″ v. d.  | Lubomír Šilar (1932–2016)                                                    | 1975 | dekorativní stěna, glazovaná keramika | areál Pražské vodohospodářské společnosti                         |
| Proudy                                                                 |                                                                      | Na Vidouli 543/5 50°3′28,49″ s. š., 14°21′26,1″ v. d.   | Jiří Babíček (*1930) Jan Hejtman (*1932)                                     | 1976 | socha, fontána, beton                 | areál Pražské vodohospodářské společnosti, kolaudace 10. 11. 1976 |
| Keramická stěna (†)                                                    |                                                                      | Radlická 50°3′21,52″ s. š., 14°22′25,57″ v. d.          | Miroslav Netík (1920–2018)                                                   | 1989 | dekorativní stěna, keramika           | odstraněno po 2008 Motorlet                                       |
| Jan Šverma (†)                                                         | Kategorie „Jan Šverma (relief by Karel Houska)“ na Wikimedia Commons | Radlická 50°3′16,5″ s. š., 14°22′16,03″ v. d.           | Karel Houska (1916–1987)                                                     | 1988 | reliéf                                | Metro B-Jinonice překryto stěnou                                  |
| Pražská múza                                                           | Kategorie „Pražská múza (A. G. Gaberi)“ na Wikimedia Commons         | U Kříže 50°3′15,66″ s. š., 14°22′5,5″ v. d.             | A. G. Gaberi                                                                 | 1998 | socha, bronz                          | exteriér                                                          |
| Pegasové                                                               | Kategorie „Pegasové (David Černý)“ na Wikimedia Commons              | Walterovo náměstí 50°3′22,76″ s. š., 14°22′21,5″ v. d.  | David Černý (*1967)                                                          | 2017 | mobilní plastika, laminát             | v místech bývalé Waltrovy továrny                                 |
| Speederman                                                             | Kategorie „Speederman (David Černý)“ na Wikimedia Commons            | Walterovo náměstí 50°3′22,65″ s. š., 14°22′28,03″ v. d. | David Černý (*1967)                                                          | 2014 | socha, laminát                        | exteriér                                                          |